# Kongsberg Colt
De Kongsberg Colt is een semiautomatisch pistool gefabriceerd door Kongsberg Våpenfabrikk. Het pistool is een op licentie geproduceerde versie van de door John Browning ontworpen Colt M1911. Het maakt gebruik van het .45 ACP patroon en heeft een mondingssnelheid van 244 meter per seconde. De originele Kongsberg M/1912 is identiek aan de Colt M1911, op de markeringen na. Bij de Kongsberg M/1914 is de sledestop iets verlengd omwille van ergonomische redenen. Zo goed als alle M/1912 modellen zijn na 1918 omgebouwd zodat ze over dezelfde verlengde sledestop beschikken.  
Het pistool is in dienst gegaan bij de Noorse strijdkrachten in 1914 en bleef er meer dan zeventig jaar het standaard handvuurwapen tot het in 1985 vervangen werd door de Glock P80.
Toen tijdens de Tweede Wereldoorlog Noorwegen door Duitsland werd bezet, namen de Duitsers de Kongsberg fabriek over en bleven ze de pistolen enkele jaren produceren (van 1940 tot en met 1942, en nog een levering in 1945). De onder bezetting geproduceerde Colts zijn gebruikt door het AOK Norwegen. In totaal zijn er naar schatting 8222 pistolen afgewerkt onder de bezetting, maar enkel de 920 pistolen die in 1945 vervaardigd zijn bevatten Duitse keurstempels. Door hun zeldzaamheid zijn er van deze Duits gemarkeerde pistolen ook regelmatig namaakversies in omloop, welke soms moeilijk van originele te onderscheiden zijn.
Een populaire bekende, zeldzame variant is de zogeheten "Matpakke-Colt" of "Brooddoos-Colt". Dit zijn pistolen die in omloop waren zonder serienummer, zonder keurstempels en vaak zonder afwerking, aangezien ze door verzetsleden die bij de fabriek werkten 'in hun brooddoos' zouden zijn naar buiten gesmokkeld voor ze afgewerkt waren.
1. ↑  Antonsen, Askild  (2014). Skytevåpen benyttet av Forsvaret etter 1859. Forsvarsmuseets skrifter  13